# Georg Lechleiter

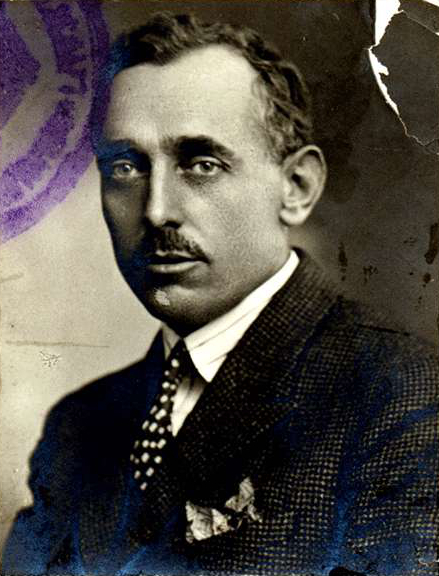
Georg Lechleiter

Georg Lechleiter (* 14. April 1885 in Appenweier; † 15. September 1942 in Stuttgart) war Vorsitzender der kommunistischen Fraktion im Landtag der Republik Baden und Kopf einer Widerstandsgruppe in Mannheim in der Zeit des Nationalsozialismus.

## Leben
Der Sohn eines Kleinbauern sollte nach dem Besuch der Volksschule Pfarrer werden. Schon nach wenigen Wochen verließ er das Priesterseminar und absolvierte von 1900 bis 1903 eine Lehre zum Schriftsetzer. Anschließend ging er auf Wanderschaft und arbeitete in verschiedenen Städten in Baden und der Schweiz, wo er Mitglied der Sozialistischen Partei wurde. Während des Ersten Weltkrieges blieb er als Kriegsdienstverweigerer in der Schweiz.
Nach dem Krieg kehrte er nach Deutschland zurück und war 1919 einer der Mitbegründer der KPD-Ortsgruppe in Mannheim. Der 5. Parteitag der KPD 1920 wählte ihn in den Zentralausschuss. Als dessen Mitglied nahm er am Vereinigungsparteitag der USPD (Linke) mit der KPD 1920 teil. Von 1920 bis 1922 war er Politischer Sekretär der KPD-Bezirksleitung Baden. Als Mitglied des „rechten“ Flügels seiner Partei wurde er 1922 Mitglied des Mannheimer Stadtrats. Als Vorsitzender der Genossenschaftsdruckerei war er maßgeblich an der Gründung der kommunistischen Arbeiter Zeitung in Mannheim beteiligt und wirkte 1922/23 als ihr verantwortlicher Redakteur. Wegen dieser Tätigkeit wurde er 1923 zu sechzehn Monaten Festungshaft verurteilt, wovon er dreizehn Monate auf der Festung Gollnow verbringen musste. Von 1924 bis 1933 vertrat er als Landtagsabgeordneter die KPD im Badischen Landtag und war bis zu seiner Amtsenthebung im April 1932 Vorsitzender der KPD-Landtagsgruppe.
Unmittelbar nach der Machtübernahme durch die Nationalsozialisten und noch vor der Reichstagswahl am 5. März 1933 wurde er von den Nazis inhaftiert und in den Konzentrationslagern Ankenbuck und Kislau (Baden) gefangen gehalten. Ab April 1935 wurde er zum Arbeitsdienst am Westwall herangezogen und schließlich 1937 entlassen. Lechleiter kehrte nach Mannheim zurück, arbeitete als Schriftsetzer, stellte gemeinsam mit anderen Kommunisten Kontakte zu Sozialdemokraten und parteilosen Arbeitern in Mannheimer Großbetrieben her und fasste sie noch vor dem Zweiten Weltkrieg zu einer Widerstandsorganisation zusammen. Unter seiner Leitung erschienen seit September 1941 vier Ausgaben der illegalen Zeitung Der Vorbote. Der Widerstandsgruppe um Lechleiter aus Sozialdemokraten und Kommunisten, deren Aufgabe es war, die Verteilung von Flugblättern zu bewerkstelligen, gehörten Anton Kurz, Ludwig Moldrzyk, Rudolf Maus, Rudolf Langendorf, Eugen Sigrist, Max Winterhalter, Robert Schmoll, Jakob Faulhaber, Daniel Seizinger, Johann Kupka, Richard Jatzek, Ludwig Neischwander, Henriette Wagner, Albert Fritz, Bruno Rüffer, Willi Probst, Hans Heck, Philipp Brunnemer und Ehefrau Luise als Mitglieder an.
Als die fünfte Nummer der mit einfachen Mitteln hergestellten Zeitung Der Vorbote gerade vorbereitet wurde, startete die Gestapo am 26. Februar 1942 eine massive Verhaftungswelle, der auch Lechleiter zum Opfer fiel. Mit ihm wurden u. a. Jakob Faulhaber, Max Winterhalter, die Familie Philipp Brunnemers, Daniel Seizinger, Rudolf Maus, Eugen Sigrist, Alfred und Käthe Seitz verhaftet, am 15. Mai 1942 durch den 2. Senat des Volksgerichtshofes in Mannheim zum Tode verurteilt und am Morgen des 15. September 1942 in Stuttgart durch das Fallbeil enthauptet (siehe auch Landgericht Stuttgart#Lechleitergruppe). Drei der Hauptangeklagten (Hans Heck, Fritz Grund und Willi Probst) wurden bereits während der Haft zu Tode gefoltert, 19 der 32 verhafteten Mitglieder der Gruppe wurden hingerichtet; die Übrigen wurden zu Freiheitsstrafen verurteilt. Die Verhaftung der Gruppe wurde als Vorwand für weitere Festnahmen genommen.

## Würdigung

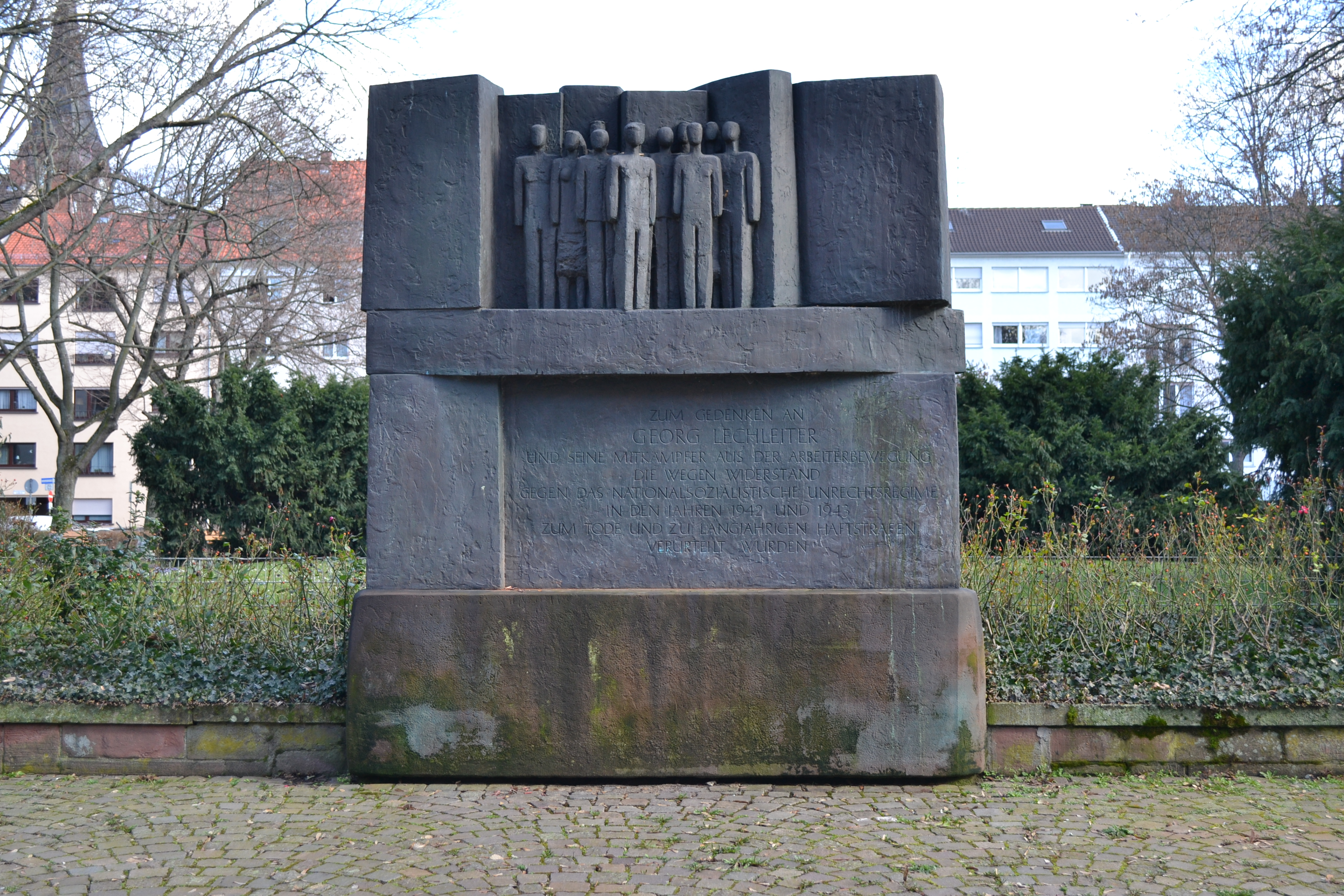
Lechleiter-Denkmal

In der Mannheimer Schwetzingerstadt befindet sich auf dem – bereits 1945 so benannten – Georg-Lechleiter-Platz ein Denkmal für die Widerstandskämpfer der Lechleiter-Gruppe von Manfred Kieselbach (1988).
Auf dem Heidelberger Bergfriedhof wurde eine Stele aus schwarzem Granit für die Opfer der nationalsozialistischen Justiz errichtet. Dort finden sich unter anderem die Namen von Georg Lechleiter und weiteren Mitgliedern seiner Gruppe.